# Het verboden bacchanaal (film)
Het verboden bacchanaal is een Nederlandse film uit 1981 van Wim Verstappen met in de hoofdrollen Geert de Jong, Pleuni Touw, Bram van der Vlugt en Rijk de Gooyer.  
Het scenario voor de film is gebaseerd op het boek Het verboden bacchanaal van Simon Vestdijk uit 1969. De film heeft als internationale titel The Forbidden Bacchanal. De kritiek was in 1981 slecht te spreken over de film die overigens ook flopte in de bioscopen.

## Verhaal
Rond het schijnbaar brave echtpaar Mary en Frits van der Laan hangt een zweem van burgerlijke erotiek. Het echtpaar heeft diverse affaires, met name Mary, en op feestjes in hun huis loopt het regelmatig uit de hand. Hun vaste groep kennissen gaat  zich dan te buiten aan etentjes die uitlopen op enigszins brave orgieën. Wat het echtpaar niet weet is dat hun opgroeiende kinderen, Frans en Sybrant, stiekem meekijken en hun eigen seksuele fantasieën ontwikkelen. Moeder Mary begint echter te vermoeden dat ze het slechte voorbeeld aan het geven zijn. Als haar man aankondigt een feestje te geven ter ere van zijn twintigjarig jubileum bij zijn bedrijf, een firma in kantoorartikelen, grijpt ze in. Op dit feestje moeten vrienden en kennissen zich meer gedragen dan vroeger. Hoewel de dubbelzinnigheden over de tafel vliegen en hier daar wat vrouwen betast worden, houdt iedereen zich aan de afspraak. Dit tot teleurstelling van Frans en Sybrant die er nu zelf maar op los fantaseren over mogelijke seksuele escapades. Frans trekt zich af en Sybrant probeert het vroegere dienstmeisje van de familie te verleiden. Intussen zijn de feestgangers beneden naar een hotel gegaan waar ze enige kamers huren en eindelijk losgaan in een kleinburgerlijke orgie. 

## Rolverdeling (in alfabetische volgorde)
| Acteur              | Personage                 |
| ------------------- | ------------------------- |
| Tabe Bas            | Constantijn de Vries      |
| Yvette Bongenaar    | Gerrie van der Laan       |
| Ruud-Jan Bos        | Frans van der Laan        |
| Lisbeth Celis       | Ada van Leeuwen           |
| Roger de la Chambre | Sybrandt van der Laan     |
| Hans Croiset        | Carl Fentener             |
| Frederik de Groot   | Evert Toebosch            |
| Rijk de Gooyer      | Kerrie-Kees van Heesteren |
| Inger van Heijst    | Lies Wurdeman             |
| Elizabeth Hoytink   | Sjellie Molenschot        |
| Ferd Hugas          | Jan Lieklema              |
| David Hutuely       | Man van Jola              |
| Pauline Senn        | Vrouw met kind            |
| Geert de Jong       | Mary van der Laan         |
| Diane Lensink       | Mw. Merckelbach           |
| Hugo Metsers        | Jan Wurdeman              |
| Radbout Molijn      | Ober                      |
| Guido de Moor       | Dhr. Merckelbach          |
| Renée Soutendijk    | Corrie, dienstmeisje      |
| Jaap Stobbe         | Pultrumbezorger           |
| Pleuni Touw         | Betsy van Heesteren       |
| Dick van den Toorn  | Arjen Merckelbach         |
| Mathilde Verhaar    | Jola                      |
| Lucie Visser        | Jeanette Toebosch         |
| Bram van der Vlugt  | Frits van der Laan        |
| Siem Vroom          | Gerrit van Leeuwen        |

## Achtergrond
Na het succes van Pastorale 1943 in 1978 wilde Wim Verstappen een ander boek van Vestdijk verfilmen. Hij baseerde zijn scenario op de roman Het verboden bacchanaal uit 1969. Vestdijk had deze roman gebaseerd op een gebeurtenis uit zijn jeugd waar hij verschillende familieleden beloerde op een uit de hand gelopen feestje. Om de familieleden te beschermen, wachtte hij tot iedereen was overleden en publiceerde het verhaal pas toen hijzelf op hoge leeftijd was. Verstappen volgt het boek van Vestdijk redelijk getrouw en blijft met de seks binnen de perken, zeker vergeleken met eerdere films van hem als Blue Movie (1971). De kritiek prees de acteerprestaties, maar vond dat de film er niet in slaagde de door Verstappen beoogde 'visie op het wezen van de mannelijke seksualiteit' uit te dragen. Het verboden bacchanaal slaagde er ook niet in het bioscooppubliek aan te spreken en flopte. 